# Комитет 300. Тайны мирового правительства
«Комитет 300. Тайны мирового правительства» (англ. The Conspirators' Hierarchy: The Committee of 300) — скандальная книга Джона Коулмана (по его собственному утверждению — бывшего сотрудника британских спецслужб). Издана в 1992 году. Излагает с конспирологических позиций тему мирового правительства.
В книге описывается теория заговора о «Комитете 300», в оригинале придуманная ещё в 1912 году немецким писателем-антисемитом Теодором Фричем.
По версии Коулмана, это могущественная группа международных банкиров, промышленников и нефтяных магнатов, стремящаяся к мировому господству. Коулман включает в «Комитет 300», например, Джорджа Буша, Дэвида Рокфеллера, почти все королевские дома Европы.
Коулман пишет с антисионистских позиций: он утверждает, что этот заговор включает в себя «Универсальный сионизм» и нечто под названием «Орден сионских мудрецов».
По мнению Коулмана, либерально-демократические реформы 1990-х годов в России являлись этапом вовлечения российского руководства в стратегию «Комитета 300», члены которого якобы отдавали приказы лично Борису Ельцину.